# Mynydd Tal-y-Mignedd
Mynydd Tal-y-Mignedd és un cim del Nantlle Ridge a Eryri, al nord de Gal·les. Es troba al centre de la carena, i és un cim subsidiari del Trum y Ddysgl.
El cim està coronat per un gran obelisc de pedra, construït per commemorar el jubileu de diamant de la reina Victòria. Una fina aresta l'enllaça amb el Trum y Ddysgl, mentre que un coll l'enllaça amb el següent cim cap a l'est al llarg de la carena, el Craig Cwm Silyn.

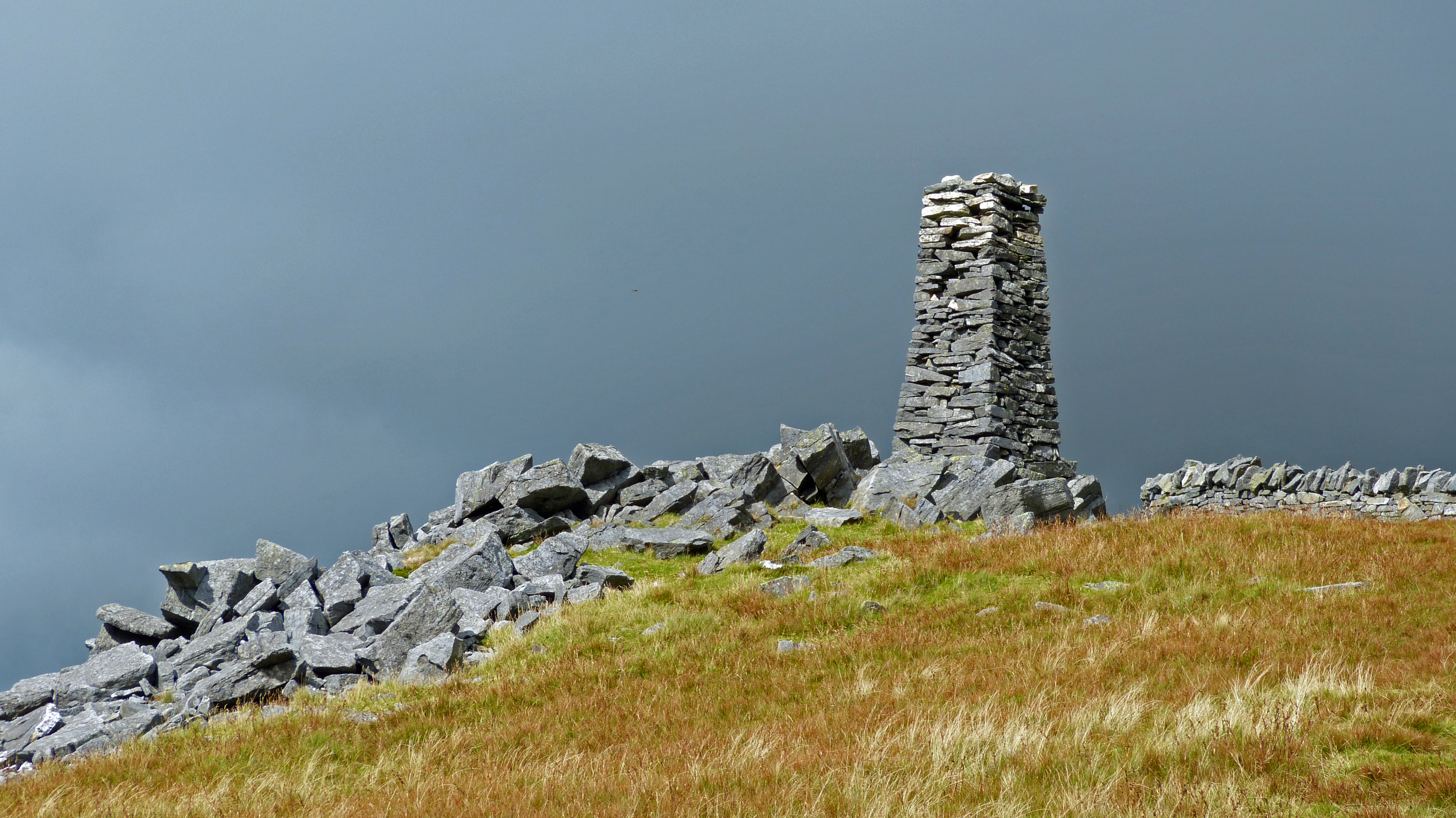
Obelisc al cim de Mynydd Tal-y-Mignedd